# 플라토 (우주망원경)

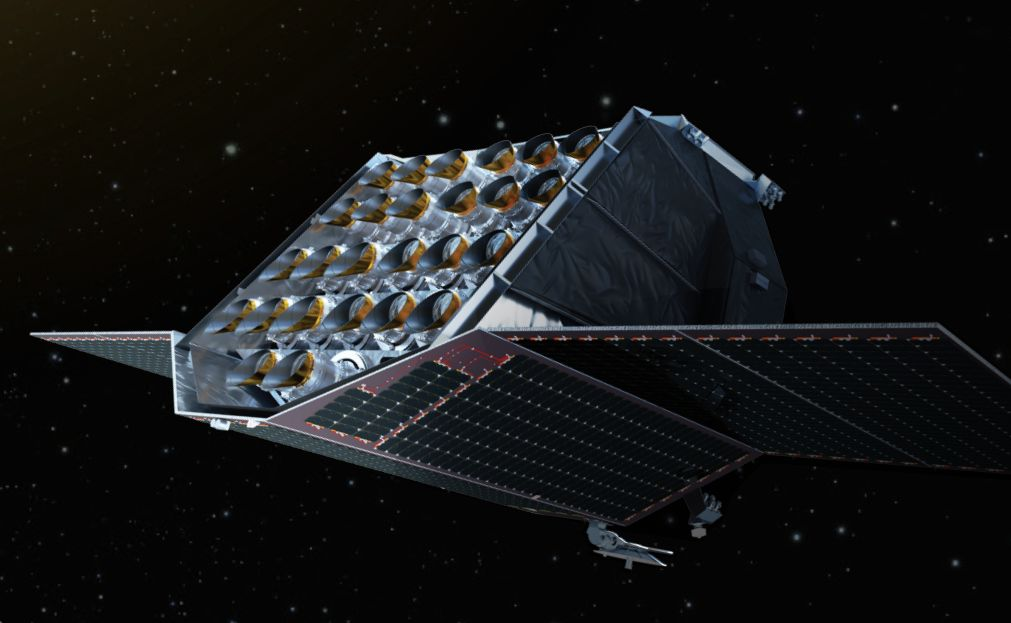
플라토

플라토(PLATO, PLANETary Transits and Oscillations of Stars)는 2026년 발사를 위해 유럽 우주국에서 개발 중인 우주망원경이다. 임무 목표는 최대 100만 개의 별에 걸쳐 행성 통과를 검색하고 주변의 암석으로 이루어진 외계 행성, 황색왜성(태양과 같은), 준거성, 적색왜성을 발견하고 특성화하는 것이다. 임무의 중점은 물이 액체 상태로 존재할 수 있는 태양과 같은 별 주위의 거주 가능 구역에 있는 지구와 같은 행성에 있다. 이는 유럽 우주국의 코스믹 비전 프로그램 중 세 번째 중급 임무이며 영향력 있는 그리스 철학자 플라톤의 이름을 따서 명명되었다. 임무의 두 번째 목적은 별의 진동이나 지진 활동을 연구하여 별의 질량과 진화를 측정하고 나이를 포함하여 행성 모항성의 정확한 특성을 파악하는 것이다.

## 같이 보기
- 코스믹 비전
- CHEOPS